# American Consolidated Natural Resources
American Consolidated Natural Resources, anciennement connu sous le nom de Murray Energy, est un groupe industriel minier (mines de charbon) créé aux États-Unis en 1988.
En 2017, le groupe se présente comme le premier groupe charbonnier des États-Unis ; à la suite de l'achat de nombreuses autres mines, il en produit environ 30 fois plus qu'en 1988 (environ 30 millions de tonnes de charbon bitumineux produites en 2017, via environ 3 000 employés aux États-Unis, 6 000 selon le site internet du groupe en 2018 et 6500 selon un courrier d’août 2017 adressé à l'assistant personnel du Président Donald Trump, John McEntee pour l'alerter sur la faillite de FirstEnergy « qui va forcer Murray Energy Corporation à la faillite immédiate », mettant fin rapidement à nos 6500 emplois dans le secteur charbonnier.) L'activité charbonnière de Murray Energy est en difficulté face au recul du charbon (par rapport à d'autres énergies plus propres et/ou renouvelables), mais elle a aussi investi dans le gaz, le pétrole et le transport fluvial et semble miser en 2017-2018 sur l'export du charbon américain.

## Histoire
En 1988, Murray Energy est créé par un homme d'affaires (Robert E. Murray, né le 13 janvier 1940) quand il a décidé après 31 ans de carrière chez North American Coal Corporation de racheter une mine exploitée selon la méthode des chambres et piliers, mine dont la production annuelle était alors d'environ 1,2 million de tonnes par an ; Aujourd'hui R. Murray est présenté comme un magnat du charbon aux États-Unis.
En 2017, Murray Energy Corp. est en difficulté financière. L'entreprise (1er producteur de charbon des États-Unis) a supplié le Président Trump d'artificiellement maintenir en activité plusieurs centrales thermiques électriques achetant son combustible et dont l'exploitant est maintenant en faillite.
En 2018, Robert E. Murray a dit en début d'année que certains de ses prêteurs ont accepté de refinancer une partie de ses prêts et obligations, alors que l'administration Trump fait de son côté « un nouvel effort pour soutenir l'industrie des combustibles fossiles ». Ceci allège la dette de Murray Energy et lui donne plus de temps pour rembourser ses obligations, mais en contrepartie d'un taux d'intérêt plus élevé et de plus de garanties demandées, selon un communiqué de l'entreprise. Le département de l'énergie des États-Unis (DOE) envisage à ce moment d'exercer ses pouvoirs d'urgence pour forcer les exploitants de réseaux électriques à acheter de l'électricité faite à partir de charbon et de centrales nucléaires en difficulté. Ces nouvelles ont fait remonter la cotation du groupe mais selon Bloomberg, les analystes du crédit jugent que les efforts de l'administration Trump ne sont pas suffisamment solides ou détaillés pour permettre de savoir s'ils vont vraiment aider Murray Energy ou non. Tous les prospectivistes de l'énergie pensent que la demande en charbon va continuer à diminuer.

## Stratégie
Murray Energy Corp. a développé une stratégie consistant à acquérir des réserves de charbon assez énergétiques bien que de mauvaise qualité environnementale (charbon bitumineux et à haute teneur en soufre qui contribuent aux émissions acides et/ou de gaz à effet de serre et de particules, cendres, mâchefers...) pour devenir producteur à faible coût à proximité des grands gisements de charbon aux États-Unis où sont généralement déjà installées de grandes centrales électriques utilisant encore ce combustible.
Cette stratégie était fondée sur une conviction du fondateur du groupe Robert Murray, qui pensait que transporter du charbon à faible teneur en soufre pour répondre à la demande croissante d'électricité dans certaines parties du pays n'était pas une solution rentable à long terme. 
Il a donc peu à peu accumulé des achats de réserves stratégiquement situées (à proximité de clients gros consommateurs d'énergie) et/ou à forte teneur en énergie et situés près d'un axe de transport favorable au transport à bas-coûts. Dans cette perspective, il a étendu ses activités dans le sud de l'Ohio, au sud-ouest de la Pennsylvanie, dans le bassin de l'Illinois (Western Kentucky et Southern Illinois) et au centre de l'Utah tout en investissant aussi ensuite dans des puits de gaz et de pétrole.
Le groupe ou ses filiales exploitent le portefeuille de propriétés minières acquis par R Murray, à l'exception de la mine de Powhatan no 6 à Alledonia, dans l'Ohio qui gérée par un sous-traitant indépendant de la Murray Energy Corporation, officiellement fermée depuis 2016,.

## Production
Les statistiques publiées varient considérablement selon les sources, ainsi selon son site internet, le groupe serait leader avec 76 millions de t/an produite et disposerait de 6 000 personnes (« américaines ») travaillant dans 6 États en 2018, alors que d'autres sources donnent des chiffres deux fois inférieurs ou supérieurs (ex : 85 millions de t/an rien qu'en Amérique du Nord ).
Une partie de ce charbon est exportée par mer vers l'étranger via le port de Baltimore ou via le Golfe du Mexique.
En 2018, toujours selon son site internet, Murray Energy possède et exploite 13 mines de charbon dans le monde (aux États-Unis et Amérique du Sud) ; avec notamment des complexes miniers situés : 
- dans les Appalaches du Nord (six mines en exploitation en 2018) ;
- dans le bassin minier de l'Illinois (une mine active en 2018) ;
- dans le bassin minier de l'Uintah dans l'Utah (une mine active en 2018) ;
- deux mines actives en 2018 en Colombie.

Depuis 1990, Murray Energy cherche à acheter de nouveaux gisements miniers, et depuis avril 2015, Murray Energy détient aussi une part importante de Foresight Energy qui exploite trois autres mines en Illinois. Le groupe, Murray Energy (en incluant et ses nombreuses filiales ou sociétés conjointes) affirme posséder en 2018 une réserve de trois milliards de tonnes de charbon.
Mais le groupe s'est aussi diversifié avec l'acquisition ou la construction de huit installations de transbordement de charbon, quatre usines de fabrication et réparation d'équipement minier et s'est diversifié avec plus de 500 puits de pétrole et de gaz, mais contrairement à d'autres entreprises exploitant le carbone fossile, il n'a pas investi dans les énergies propres et renouvelables.

## Difficultés économiques et structurelles
Depuis la fin du XXe siècle, Murray Energy est confronté à des concurrents qui ciblent également le charbon bitumineux (ex : Consol Energy) puis à une demande croissante d'« énergies vertes », alternatives aux énergies fossiles. Dans le même temps le développement exponentiel du gaz de schiste a fait perdre beaucoup de sa compétitivité au charbon américain, de plus en plus considéré comme archaïque et polluant, et à remplacer par des sources alternatives d'énergies, plus propres et renouvelables. C'est un point de vue qui gagne aussi les investisseurs et banques d'investissement.
En novembre 2016, l'un des clients majeurs de Murray Energy annonce être au bord de la faillite. Il s'agit de FirstEnergy Solutions (capacité de 13 000 MW), filiale du producteur d'électricité FirstEnergy. Cette entreprise annonce se retirer des activités concurrentielles et demande le statut de « société entièrement réglementée », prévoyant de vendre et/ou stopper plusieurs de ses centrales de production, ce qui met Murray Energy en péril.
R Murray attribue publiquement ses déboires à l'administration Obama : dans sa page de présentation (version du 7 juillet 2018) il affirme que son entreprise est l'une des plus fiables et efficaces d'Amérique, ce qui lui a permis de « survivre sur le marché du charbon très difficile. En effet, notre industrie est soumise à des réglementations fédérales excessives de la part de l'administration Obama et à l'utilisation accrue du gaz naturel pour la production d'électricité. Au cours de mes soixante-et-un ans d'expérience dans l'industrie charbonnière, je n'ai jamais vu la destruction d'une industrie telle que nous l'avons vu pendant la présidence d'Obama avec une énergie électrique fiable et bon marché également éliminée ». R Murray y ajoute que selon lui « les politiques anti-charbon et les réglementations insensées du gouvernement fédéral » ont détruit de nombreux emplois et moyens de subsistance et mettent en péril l'énergie à bas-prix dont bénéficient les américains.
En août 2017, Robert E. Murray (qui a durant des années soutenu financièrement le Parti républicain conservateur, notamment de 2009 à 2017 selon les statistiques disponibles et via le cabinet de lobbying Faegre Baker Daniels Consulting, codirigé par Andrew Wheeler (futur directeur adjoint, puis chef de l'EPA), accusait le président Trump de ne pas tenir les promesses qu'il avait faites concernant le soutien à l'industrie du charbon et alertait sur les difficultés de l'industrie du charbon américaine, précisant que le groupe FirstEnergy Solutions risquait une faillite imminente si une décision n'était pas prise en urgence par la Maison-Blanche d'ouvrir de nouvelles centrales au charbon. Robert E. Murray l'a dit en réunion avec le président et l'a écrit à la Maison-Blanche dans un courrier du 4 août 2017 ; il craignait que si son principal client (l'exploitant de centrales électriques FirstEnergy Solutions, classé 58e dans la liste des 100 plus gros pollueurs des États-Unis) se déclare en faillite, le groupe Murray Energy risquait lui aussi la faillite, tout en estimant ensuite qu'il pourrait compenser cette perte grâce à un prix plus intéressant du charbon vendu à l'export.
Quelques mois plus tard (en janvier 2018) sur demande de l'Administration Trump, le ministère américain de l'énergie (DOE) propose de soutenir l'industrie du charbon et du nucléaire par des subventions. Mais ce projet dérogeant aux règles de la libre concurrence est rejeté à l'unanimité par l'autorité de régulation (Federal Energy Regulatory Commission ou FERC).
Dans un contexte où le charbon n'est plus compétitif face au gaz et aux renouvelables, FirstEnergy Solutions a finalement déposé une demande de reconnaissance de faillite le 31 mars 2018 tout en sollicitant l'intervention du gouvernement fédéral sur la base de l'article 202 (c) de la Federal Power Act (loi fédérale sur l'énergie) pour maintenir ses centrales électriques en fonctionnement.
Après 2016, Murray Energy retrouve deux alliés en Donald Trump et Scott Pruitt, le ministre de l'environnement nommé par Donald Trump à la tête de l'EPA. Pruitt affirme que les règlements d'Obama « n'étaient pas utiles » à l'industrie charbonnière et que les retours en arrière sur les lois environnementales de la période Obama sont un ordre de l'Exécutif qui concrétise « une promesse qu'il (Donald Trump) a faite à l'industrie du charbon » lors d'un événement qui s'est déroulé dans le Kentucky en mars 2017 à propos des mineurs : « Ils n'ont pas été bien traités, mais maintenant ils vont l'être. (...) Les mineurs reviennent ». De son côté Trump a en tant que président invité un groupe de mineurs à assister à la signature de l'ordre exécutif adressé à l'EPA, séance durant laquelle il a précisé que cet ordre « met un terme à la guerre faite au charbon ».
Robert Murray a néanmoins déclaré à CNN en janvier 2017 que l'emploi dans l'industrie du charbon « ne peut être ramené là où il était avant l'élection de Barack Obama » en raison de l'évolution du marché.

## Accident et controverses à laMine de Crandall Canyon
En août 2007, à la suite d'un effondrement lié à un séisme induit, six mineurs sont piégés et tués dans la mine de Crandall Canyon, dans l'Utah, dont la filiale d'exploitation UtahAmerican Energy, indépendante de Murray Energy était copropriétaire depuis 12 mois.
Avant cet effondrement, la Mine de Crandall Canyon avait fait l'objet de la part de l'administration de 64 signalements pour violations de sécurité, et de 12 000 $ d'amende,,. 
Selon R Murray, ces violations de la sécurité étaient insignifiantes, incluant le manque de papier dans les toilettes du personnel. Mais des agences de presse et médias ont signalé d'autres violations de sécurité dans d'autres opérations de la compagnie. CNN a notamment cité la mine Illinois Galatia de Murray Corp. qui avait reçu près de 3 500 signalements relatifs à la sécurité durant les deux années et demie précédentes.
Murray prétend que l'effondrement de la mine de Crandall Canyon a été déclenché par un séisme de magnitude 3,9, alors que les sismologues travaillant pour les agences gouvernementales se disent certains que non ; l'effondrement de la mine était un affaissement minier lié à un défaut d'étayage de la mine.
Richard E. Stickler, le plus haut responsable chargé pour l'État du contrôle de la sécurité dans les mines a déclaré : « Ce n'était pas - et je le répète, ce n'était pas le cas - un tremblement de terre naturel». Douglas S. Dreger, sismologue à l'Université de Californie (Berkeley) a ensuite estimé dans un article (de juillet 2008) que les données qu'il a analysé suggéraient fortement que la roche s'est effondrée en deux temps, avec d'abord un affaissement des piliers de la mine, entrainant un déplacement des dalles géantes de grès situées au-dessus de la mine). Lorsque l'effondrement majeur s'est finalement produit, il était si puissant qu'il a été enregistré comme un séisme de magnitude 3,9.
Le 24 juillet 2008, l'Administration américaine chargée de la sécurité et de la santé dans les mines (MSHA) a conclu à la responsabilité de l'entreprise et annoncé des pénalités qui sont les plus élevées jamais attribuée jusqu'alors dans le pays pour une infractions à la sécurité dans une mine de charbon, soit 1,85 million de dollars. 1,34 million de dollars d'amende ont été infligées à Genwal Resources « pour des violations qui ont directement contribué à la mort de six mineurs », outre près de 300 000 $ pour différentes autres violations. 220 000 $ d'amende ont aussi du être payées par un consultant minier (Agapito Associates) et « pour analyse erronée de la conception de la mine ».
À la suite de la tragédie de Crandall Canyon, l'Administration de la sécurité et de la santé dans les mines a aussi été mise en cause par son agence tutrice (le département du Travail des États-Unis) pour avoir négligé le risque d'effondrement (Earnest Teaster et Joseph Pavlovich, directeurs retraités de la MSHA, ont conclu que l'agence n'avait pas correctement examiné l'activité de cette mine avant d'approuver son plan d'exploitation, et aussi insuffisamment évalué les processus les protocoles de sauvetage miniers établis pour cette mine. Un examen indépendant des actions de la MSHA pour la mine de Crandall Canyon a aussi fait grief à l'agence de ne pas avoir suffisamment contrôlé les modalités d'accès à la mine (lors de l'opération de sauvetage la MSHA aurait indûment autorisé l'entrée dans le périmètre des secours de représentants des médias et de membres des familles de mineurs ou de personnes dont l'identité n'a pas été vérifiée.

## Activités autres que minières
Outre ses activités minières, Murray Energy possède et exploite des terminaux fluviaux, routiers et ferroviaires sur la rivière Ohio ; une installation de chargement ferroviaire dans le centre de l'Utah ; et une installation de reconstruction d'équipement diesel et minier en Virginie-Occidentale.
Le groupe reste centré sur les énergies fossiles mais tout en ayant développé des activités commerciales connexes, en s'appuyant notamment sur ses terminaux fluviaux, routiers et ferroviaires et sur les vingt-six remorqueurs fluviaux et plus de 500 barges qu'il possède sur le réseau fluvial américain. Il a annoncé vouloir développer ses capacités d'export de charbon.

## Prises de positions politiques et/ou publiques
Le groupe et son PDG se sont publiquement et parfois juridiquement vivement opposés aux législations environnementales protégeant le climat, limitant le recours aux énergies fossiles ou protégeant les cours d'eau (en particulier la loi sur l'eau qui interdisait l'exploitation minière sous les vallées sèches au motif que les affaissements miniers ou des puits pourraient contribuer à ce que les eaux pluviales ou de surface disparaissent en profondeur et/ou y soient polluées (Murray Energy et son président considèrent que leurs galeries de mines étant souvent à 1 000 pieds sous la surface, elles sont sans effets sur l'eau à proximité de la surface et que cette réglementation n'a donc (selon lui) pas de bénéfice environnemental et est "tueuse d'emploi". Un communiqué publié au nom de l'entreprise a félicité D. Trump quand il a décidé de supprimer cette loi, tout en remerciant Bill Johnson pour s'être au congrès battu contre cette loi.
Murray est notoirement climatosceptique et il conteste volontiers les sciences du climat. 

Après l'élection présidentielle de novembre 2016, il a demandé à Donald Trump de retirer les États-Unis de tous les accords internationaux sur le changement climatique, déclarant que « le soi-disant réchauffement climatique est un canular total » et 10 ans auparavant (en juin 2007) il avait déjà déclaré au Comité sénatorial américain de l'environnement et des travaux publics qu'il considérait suspecte la science du réchauffement planétaire ; précisant dans un écrit 'dans un éditorial de MarketWatch en mai 2007) que selon lui, "Le risque environnemental réel associé aux émissions de carbone est hautement spéculatif." Cette même année lors d'un discours prononcé devant la New York Coal Trade Association il avait qualifié le vice-Président Al Gore de « Chaman de la morosité et de la morosité mondiales » en le qualifiant de « plus dangereux que son réchauffement climatique ». Selon lui tous les projets de loi proposé au congrès sur le réchauffement climatique « vont supprimer l'industrie du charbon et augmenter les prix des factures électriques de quatre à cinq fois ».
Le groupe attaque volontiers en justice les journalistes ou journaux qui le critiquent, avec plus d'une douzaine de procès à son actif, généralement sans résultats en sa faveur. Il a aussi poursuivi l'EPA en justice (6 procès en cours en 2016) contre le Clean Air Act, dont l'un où la cour lui a donné raison : l'EPA aurait dû mieux évaluer l'effet de ses politiques sur l'air (Clean Air Act) en termes d'emploi supprimés ou créés.